# Nils Holgersson csodálatos utazása (televíziós sorozat, 2017)
A Nils Holgersson csodálatos utazása (eredeti cím: Nils Holgersson) 2017-ben indult francia televíziós 3D-s számítógépes animációs sorozat, amely a Nils Holgersson csodálatos utazása a vadludakkal című 1980-tól 1981-ig futott svéd–csehszlovák–japán televíziós rajzfilmsorozat alapján készült. Az írói Cyril Tysz, Diane Morel, Hervé Benedetti és Nicolas Robin, a rendezői Xavier De Broucker és Pierre-Alain Chartier, a producere Katell France. A tévéfilmsorozat a Studio 100 Animation gyártásában készült. Műfaját tekintve fantasy filmsorozat és kalandfilmsorozat. Franciaországban 2017. május 1-jétől a France 3 vetíti, Magyarországon 2017. június 1-jétől a Minimax sugározza.

## Ismertető
A történet főhőse, egy fiú, akinek neve Nils. Nilsnek van egy hűséges barátja, aki egy gúnár, és a neve Márton. Nils gyakran bántja az állatokat, és foglyul ejt egy kis manót is, aki ezért őt is manó méretűvé változtatja. Nils megtanul az állatok nyelvén beszélni, és beáll a vadlibák közé. Nils és Márton különös kalandokba keverednek a vadludakkal együtt. Nils utazásai során megjavul, és a kis manó is visszaváltoztatja őt az eredeti méretére.

## Szereplők
| Szereplő | Eredeti hang | Magyar hang           | Leírás                                         |
| --- | ------------ | --------------------- | ---------------------------------------------- |
| Nils Holgersson | ?            | Markovics Tamás       | A történet főhőse, egy vakmerő és önfejű fiú.  |
| Márton | ?            | Király Adrián         | Egy házi lúd, Nils hűséges barátja.            |
| Gorgó | ?            | Gubányi György István | A nagy sas.                                    |
| Kákalaki Akka | ?            | Makay Andrea          | Egy nőstény vadlúd, a vadludak vezetője.       |
| Szmöre | ?            | Bor László            | A ravasz róka.                                 |
| Pelyheske | ?            | Solecki Janka         | ?                                              |
| Aranyszemű | ?            | Szórádi Erika         | ?                                              |
| Szépszárnyú | ?            | Hámori Eszter         | ?                                              |
| Athanor | ?            | ?                     | Egy öreg manó, aki elvarázsolta Nilst apróvá.  |
| Lina | ?            | Pekár Adrienn         | Egy manólány, aki Atanor lányunokája.          |
| Fekete Manó | ?            | Rosta Sándor          | Egy gonosz kobold, aki az öreg Manó ellensége. |
| Krobak | ?            | Fekete Zoltán         | Egy fekete holló, aki Fekete Manó szolgája.    |
| További magyar hangok |              |                       |                                                |
| Baráth István, Czető Roland, Dögei Éva, Farkasinszky Edit (Nils anyja), Kántor Kitty, Szalay Csongor, Tarján Péter (Nils apja) |              |                       |                                                |

- Főcímdal: Magyar Bálint
- Főcím: Korbuly Péter
- Magyar szöveg: Erős Ágnes, Markwarth Zsófia
- Hangmérnök: Gajda Mátyás
- Vágó: Terbócs Nóra
- Szinkronrendező: Molnár Ilona

A szinkront a Subway stúdió készítette.

## Epizódok
1. Fellegek között
2. A lakoma
3. Délvidéki kalandok
4. Az oroszlán barlangjában
5. Kettőt egy csapásra
6. A csillagkő
7. A tornádó
8. A vezérszárny
9. A verseny
10. Nagy pufók Gorgó
11. Túl kicsi
12. Ketten együtt
13. A mézeskalácsház
14. A hős
15. Őrült ugrás
16. A potyautas
17. A segítő mancs
18. Márton rémálma
19. Kettős személyiség
20. Gyerekjáték
21. Jeges kaland
22. A propeller
23. Van aki kormosan szereti
24. Szemet szemért, csőrt csőrért
25. Az örök élet magja
26. Egyedül repülni
27. A rozsomák
28. Sola varázspálcája
29. Nagy és erős, mint Gorgó
30. Még egy mérföld
31. A semmiből
32. Vigyázz, hová lépsz!
33. Cincogó társaság
34. Ártatlan
35. A száműzetés
36. Vezér nélkül
37. A kincsvadászat
38. A vizsga
39. Az ígéret
40. A kőfeldobás
41. A denevér
42. Furcsa éjszakai bagoly
43. A Paradicsom
44. Az elátkozott idő
45. Tériszony
46. A parti
47. Otthon, édes otthon
48. A lakályos fészek
49. Sok hűhó semmiért
50. Idő kérdése
51. A fiú, aki varjút kiáltott
52. Két lábbal a földön